# Alessandro Carloni
Alessandro Carloni, född 1978, är en italiensk filmregissör, författare, animatör och art director, mest känd för sitt arbete med DreamWorks Animation i allmänhet, särskilt de tre första  Kung Fu Panda filmer. Han regisserade Kung Fu Panda 3 tillsammans med Jennifer Yuh Nelson.

## Filmografi (i urval)
- 2016 – Kung Fu Panda 3 (regi)
- 2026 – Katten i hatten (regi)